# Lunatica
Lunatica — симфоник-метал-группа из Швейцарии.

## История
Дата возникновения группы восходит к зиме 1998 года. Именно в это время были написаны первые песни клавишником Алексом (Alex Seiberl) и гитаристом Сандро (Sandro D’Incau). После долгих поисков фронтмена, в 2001 году парням удалось найти талантливую вокалистку Андреа Детвилер (Andrea Dätwyler). К настоящему моменту группа выпустила 4 студийных альбома.

## Дискография

### Альбомы
- 2001 — Atlantis
- 2004 — Fables & Dreams
- 2006 — The Edge of Infinity
- 2009 — New Shores

### Синглы
- «Fable of Dreams» (2004)
- «Who You Are» (2005)